# Олекса Берест
Олекса Берест (справжнє ім'я — Морозов Олександр Юрійович; нар. 14 серпня 1962, Київ) — український естрадний співак, автор пісень. Переможець Першого міжнародного фестивалю «Слов'янський базар-1992». Заслужений артист України (1999).

## Життєпис
Олекса Берест народився 14 серпня 1962 року у Києві. Закінчив Київський інститут культури (1984). 
Популярний естрадний співак у 1990-х роках, автор пісень і виконавець. Переможець та Лауреат 1-ї премії на 1-му міжнародному фестивалі мистецтв «Слов'янський базар» у Мінську (1992). Переможець Всеукраїнського фестивалю «Пісенний вернісаж» (1997).
Працював у Київській філармонії (1986–89); у 1989—2002 — співак і музичний керівник концертно-творчої організації «Київщина», від 2002 — викладач естрадного співу в Київському обласному училищі культури та мистецтв.
Викладач, Доцент кафедри музичного мистецтва естради та звукорежисури Академії мистецтв імені Павла Чубинського..

## Творчість
- Альбоми: «Краса» (1993), «Моєму серцю волі дай» (1994).
- Відеофільми: «Зустріч у Львові» (телекомпанія «Міст», 1993), «Олекса Берест» (УТ-1, 1994).